# 네스토르 칼데론
네스토르 칼데론(Néstor Calderón)은 멕시코의 전 축구 선수로, 과거 미드필더로 활약하였다. 본명은 네스토르 칼데론 엔리케스(Néstor Calderón Enríquez)이다.